# Ключниковские Выселки
Ключниковские Выселки — поселок в Белёвском районе Тульской области в составе Левобережного сельского поселения. Население - 9 человек (2021).

## География
Находится в юго-западной части Тульской области на расстоянии приблизительно 24 км на юг по прямой от города Белёв, административного центра района.

## История
В 1926 году здесь было учтено 4 двора.

## Население
Постоянное население составляло 27 человек (1926 год), 8 (русские 100 %) в 2002 году.
| 2010 |
| ---- |
| 8    |